# Saint-Rémy-du-Val

Saint-Rémy-du-Val este o comună în departamentul Sarthe, Franța. În 2009 avea o populație de 565 de locuitori.